# Dennis Lehane
Pour les articles homonymes, voir Lehane.
Œuvres principales
- Mystic River (2001)
- Shutter Island (2003)
- Un pays à l'aube (2009)

Dennis Lehane, né le 4 août 1965 dans le quartier de Dorchester à Boston, est un écrivain américain d'origine irlandaise, auteur de romans policiers. 
Ses romans ont inspiré de nombreux films dont Mystic River (2003) de Clint Eastwood, avec Kevin Bacon, Sean Penn et Tim Robbins, Gone Baby Gone (2007) de Ben Affleck, avec son frère Casey Affleck dans le rôle du personnage principal, et Shutter Island (2010) de Martin Scorsese, avec Leonardo DiCaprio.

## Biographie
Après des études à Boston, Dennis Lehane part à l'université internationale de Floride pour étudier l'écriture créative. Il vit de métiers divers — livreur, libraire, chauffeur — tout en écrivant son premier roman, Un dernier verre avant la guerre, publié en 1994. C'est également un ancien éducateur qui travaillait dans le secteur de l'enfance maltraitée, thème qui reste très présent dans la majorité de ses œuvres.
Au milieu des années 1990 il écrit, réalise et produit Neighborhoods (« voisinages » en anglais) mais ne trouve pas de distributeurs pour ce film mettant en scène un quartier populaire fictif de Boston.
Entre 2004 et 2008, Lehane écrit le scénario de trois épisodes de la série Sur écoute et joue le rôle d'un policier dans un quatrième. Cette série rencontre un vif succès auprès des amateurs de séries policières et recueille des critiques particulièrement positives auprès de différents magazines français et étrangers. Elle est en grande partie scénarisée par George Pelecanos, un auteur de polar très réputé. 
En 2009, Lehane et les écrivains et scénaristes Stephen J. Cannell, James Patterson et Michael Connelly apparaissent à plusieurs reprises dans leur propre rôle dans la série télévisée Castle. Ils participent à des parties de poker avec le romancier Richard Castle, ainsi présenté comme le pair de ces auteurs bien réels, et discutent des enquêtes qu'il mène avec Kate Beckett de la police de New York.
Lehane vit aujourd'hui à Boston.

## Autour de l'œuvre
Dennis Lehane est tout d'abord l'auteur d'une ville, Boston, cadre permanent des intrigues de ses romans, à l'exception de Shutter Island (2003) qui est situé sur une île au large de la ville. Ses cinq premiers romans, d'Un dernier verre avant la guerre (1994) jusqu'à Prières pour la pluie (1998) mettent en scène un tandem de détectives privés, Kenzie et Gennaro, qui entretiennent une relation d'amitié amoureuse aussi tendre que houleuse.
À la perfection d'intrigues particulièrement noires qui reflètent la dureté d'une grande ville américaine aujourd'hui, Lehane oppose souvent la légèreté d'un style d'écriture très ironique. Son thème de prédilection restant l'enfance maltraitée, séquelle de son ancienne activité d'éducateur auprès d'enfants en difficulté dans laquelle il puise des accents de vérité qui donnent à ses livres toute leur ampleur, et leur importance. Le quatrième opus de la série Kenzie-Gennaro, Gone, Baby, Gone (1998), porté en 2007 à l'écran dans le film du même nom de Ben Affleck, atteint à ce titre des sommets d'intensité dramatique rarement atteints dans le polar contemporain.
Mystic River (2001) deviendra son roman le plus célèbre à la suite de l'adaptation très fidèle qu'en fera Clint Eastwood en 2003. Quoiqu'on puisse, a posteriori, reprocher au livre quelques longueurs dans son dénouement, ainsi qu'une certaine démesure dans le pathos — à laquelle l'histoire, terrible, se prête admirablement —, il demeure un modèle de construction et donne la pleine mesure de la puissance de cet auteur que beaucoup ont considéré, dès son premier livre, comme un futur (très) grand du roman noir.
Pour preuve Shutter Island, moins bien accueilli aux États-Unis que ses précédents romans, qui opère un virage inattendu et d'une belle virtuosité autour d'une sorte de mystère de chambre close sur une île pénitentiaire pour fous criminels dont s'échappe une folle infanticide. Situé dans les années 1950, Shutter Island est, pour certains, un pur chef-d'œuvre, un modèle de savoir-faire littéraire autant qu'une parabole étonnante sur la schizophrénie ; pour d'autres, une supercherie littéraire.
Coronado, sa première pièce, est présentée pour la première fois à New York en 2005, puis est publiée sous la forme d'un recueil d'histoires courtes l'année suivante. 
Paru en janvier 2009, Un pays à l'aube ouvre une nouvelle tendance dans l'œuvre de Lehane. Roman historique, il traite essentiellement du Boston d'après la Première Guerre mondiale, et notamment du mouvement des policiers de la ville pour faire respecter leurs droits.
Avec Ils vivent la nuit (2013), Lehane continue d'explorer le passé de Boston en s'intéressant aux mafias irlandaises et italiennes sous la prohibition. Suivant l'évolution d'un voyou, de ses quartiers de Boston à son apprentissage en prison puis à son ascension en Floride où il se lie aux exilés cubains, il offre une vision peu courante des empires mafieux de cette époque.

## Œuvres

### Romans

#### SérieKenzie & Gennaro
1- Un dernier verre avant la guerre (A Drink Before the War, 1994). Trad. de Mona de Pracontal
- Paris : Payot & Rivages, janvier 1999, 294 p. (Rivages/Thriller)  (ISBN 2-7436-0421-2)
- Paris : Payot & Rivages, janvier 2001, 343 p. (Rivages/Noir ; 380)  (ISBN 2-7436-0738-6) - Réimp. : mars 2003 (5e éd.), juillet 2003 (6e éd.)

2- Ténèbres, prenez-moi la main (Darkness, Take My Hand, 1996). Trad. d’Isabelle Maillet
- Paris : Payot & Rivages, février 2000, 395 p. (Rivages/Thriller)  (ISBN 2-7436-0646-0)
- Paris : Payot & Rivages, mars 2002, 489 p. (Rivages/Noir ; n° 424)  (ISBN 2-7436-0922-2)

3- Sacré (Sacred, 1997). Trad. d’Isabelle Maillet
- Paris : Payot & Rivages, janvier 2001, 336 p. (Rivages/Thriller)  (ISBN 2-7436-0733-5)
- Paris : Le Grand Livre du mois, janvier 2001, 333 p.  (ISBN 2-7028-4483-9)
- Paris : Payot & Rivages, avril 2003, 410 p. (Rivages/Noir ; 466)  (ISBN 2-7436-1100-6)

4- Gone, Baby, Gone (Gone, Baby, Gone, 1998). Trad. d’Isabelle Maillet
- Paris : Payot & Rivages, mars 2003, 387 p. (Rivages/Thriller)  (ISBN 2-7436-1131-6)
- Paris : Payot & Rivages, avril 2005, 553 p. (Rivages/Noir ; 557)  (ISBN 2-7436-1396-3)

5- Prières pour la pluie (Prayers for Rain, 1998)
- Paris : Payot & Rivages, avril 2004, 365 p. (Rivages-thriller)  (ISBN 2-7436-1279-7)
- Paris : Le Grand Livre du mois, 2004, 360 p.  (ISBN 2-7028-9145-4)
- Paris : Payot & Rivages, juin 2006, 347 p. (Rivages/Noir ; 612)  (ISBN 2-7436-1561-3)

6- Moonlight Mile (Moonlight Mile, 2010)
- Paris : Payot & Rivages, mai 2011, 384 p. (Rivages-thriller)  (ISBN 978-2743622275)
- Paris : Payot & Rivages, juin 2012, 416 p. (Rivages/Noir ; 873)  (ISBN 978-2743623715)

Nouvelles avec Patrick Kenzie

- Vol de Nuit in Face à Face, Fleuve Noir, collection 12/21, 2020 (Face Off, 2014), Policier, Thriller, trad. Maxime Berrée  (ISBN 2265154709)Écrit avec Michael Connelly. Anthologie réunie par David Baldacci - 11 nouvelles rédigées par des équipes de deux à trois auteurs.

#### SérieCoughlin
1- Un pays à l'aube (The Given Day, 2008). Trad. d’Isabelle Maillet
- Paris : Payot & Rivages, janvier 2009, 759 p. (Rivages/Thriller)  (ISBN 2-7436-1936-8)
- Paris : Payot & Rivages, septembre 2010, 864 p. (Rivages/Noir ; 800)  (ISBN 978-2743621308)

2- Ils vivent la nuit (Live by Night, 2012). Trad. d’Isabelle Maillet - Prix Edgar-Allan-Poe 2013
- Paris : Payot & Rivages, mars 2013, 544 p. (Rivages/Thriller)  (ISBN 978-2743624613)[1]
- Paris : Payot & Rivages, mai 2014, 544 p. (Rivages/Noir ; 960)  (ISBN 978-2743628154)

3- Ce monde disparu (World Gone By, 2015). Trad. d’Isabelle Maillet
- Paris : Payot & Rivages, octobre 2015, 352 p. (Rivages/Thriller)  (ISBN 978-2743634063)
- Paris : Payot & Rivages, octobre 2016, (Rivages/Noir ; 1025)  (ISBN 978-2743637781)

#### Romans indépendants
Mystic River (Mystic River, New York : W. Morrow, 2001). Trad. d’Isabelle Maillet - Prix des libraires du Québec 2003
- Paris : Payot & Rivages, mars 2002, 405 p. (Rivages/Thriller)  (ISBN 2-7436-0962-1) - Réimp. : juin 2003.
- Paris : Le Grand Livre du mois, 2003, 401 p.  (ISBN 2-7028-8806-2)
- Paris : Payot & Rivages, mai 2004, 583 p. (Rivages/Noir ; 515)  (ISBN 2-7436-1281-9)

Shutter Island (Shutter Island, 2003). Trad. d’Isabelle Maillet - Grand prix des lectrices de Elle 2004
- Extrait in Télérama n° 2795, 6 août 2003, pp. 30-34, rubr. Les bonnes feuilles de l’été
- Paris : Payot & Rivages, août 2003, 293 p. (Rivages/Thriller)  (ISBN 9782743611507)
- Paris : Payot & Rivages, janvier 2006, 392 p. (Rivages/Noir ; 587)  (ISBN 9782743614812)
- Paris : Payot & Rivages, septembre 2009, 400 p. (Rivages/Noir ; 587)  (ISBN 9782743620066)

Quand vient la nuit (The Drop, 2014). Trad. d’Isabelle Maillet
- Paris : Payot & Rivages, octobre 2014, 272 p. (Rivages/Thriller)  (ISBN 978-2-7436-2905-2)
- Paris : Payot & Rivages, janvier 2016, 300 p. (Rivages/Noir ; 1007)  (ISBN 9782743634889)

Après la chute (Since We Fell, 2017). Trad. d’Isabelle Maillet
- Paris : Payot & Rivages, octobre 2017, 400 p. (Rivages/Thriller)  (ISBN 978-2-743-64059-0)

Le Silence (Small Mercies 2023) Trad. de François Happe
- Paris : Gallmeister, avril 2023, 486 p.  (ISBN 978-2-35178-322-1)

### Recueil de textes
Coronado (Coronado, New York : W. Morrow, 2006). Trad. d’Isabelle Maillet
- Paris : Payot & Rivages, avril 2007, 247 p. (Rivages/Noir ; 646)  (ISBN 978-2-7436-1680-9)

### Nouvelles
À court de chiens (Runing Out of Dog, 1999). Trad. d’Isabelle Maillet
- Édition originale : in Murder and Obsession, 1999. In The Best American Mystery Stories, Houghton Mifflin Company, 2000
- in Moisson noire 2001 : les meilleures nouvelles policières américaines, anthologie dirigée par Donald Westlake. Paris : Payot & Rivages (Rivages/Thriller), octobre 2001, pp. 363-397.
- In Lehane, Dennis. Coronado (Coronado, 2006). Paris : Payot & Rivages (Rivages/Noir ; n° 646), avril 2007, p. 7-[60].

En observation. Trad. d’Isabelle Maillet
- In Lehane, Dennis. Coronado (Coronado, 2006). Paris : Payot & Rivages (Rivages/Noir ; n° 646), avril 2007, p. 61-[83].

Week-end à Corpus. Trad. d’Isabelle Maillet
- In Lehane, Dennis. Coronado (Coronado, 2006). Paris : Payot & Rivages (Rivages/Noir ; n° 646), avril 2007, p. 85-[104].

Tirs croisés. Trad. d’Isabelle Maillet
- In Lehane, Dennis. Coronado (Coronado, 2006). Paris : Payot & Rivages (Rivages/Noir ; n° 646), avril 2007, p. 105-[113].

Avant Gwen (Until Gwen). Trad. d’Isabelle Maillet
- Paris : Payot & Rivages, 2004, 50 p. (Rivages/Noir ; hors série)  (ISBN 2-7436-1217-7)
- In Lehane, Dennis. Coronado (Coronado, 2006). Paris : Payot & Rivages (Rivages/Noir ; n° 646), avril 2007, p. 115-[140].

### Pièce de théâtre
Coronado (Coronado, 2006). Trad. d’Isabelle Maillet
- In Lehane, Dennis. Coronado (Coronado, 2006). Paris : Payot & Rivages (Rivages/Noir ; n° 646), avril 2007, p. [141]-[248].

### Scénario
- 2004 à 2008 : Sur écoute, série télévisée
- 2013 : Boardwalk Empire, épisode Résignation (série TV)
- 2014 : Quand vient la nuit
- 2022 : Black Bird (mini-série)
- 2025 : Smoke (série TV)

## Adaptations

### Bande dessinée
Shutter Island, adapté du roman de Dennis Lehane par Christian De Metter
- Bruxelles ; Paris : Casterman ; Paris : Payot & Rivages, octobre 2009, 128 p. (Rivages/Casterman/Noir)  (ISBN 978-2-203-00775-8)

Coronado, adapté de la nouvelle de Dennis Lehane par Loustal
- Casterman ; Paris : Payot & Rivages, septembre 2009, 88 p. (Rivages/Casterman/Noir)  (ISBN 978-2-203-02462-5)

### Version condensée
- Shutter island. Paris ; Bruxelles ; Montréal [etc.] : Sélection du Reader's digest, 2005, 536 p. (Sélection du livre ; 253)  (ISBN 2-7098-1627-X). Réuni avec : Le Maître des roseaux / Jean-Max Tixier. Pompéi / Robert Harris. Je l'appellerai Eden / Martine Marie Muller.

### Adaptations de romans au cinéma
- 2003 : Mystic River de Clint Eastwood
- 2007 : Gone Baby Gone de Ben Affleck
- 2010 : Shutter Island de Martin Scorsese
- 2014 : Quand vient la nuit (The Drop) de Michaël R. Roskam
- 2016 : Live by Night de Ben Affleck[1]

## Prix et nominations

### Prix
- 1995 : Prix Shamus du meilleur premier roman pour A Drink Before the War (Un dernier verre avant la guerre)[2]
- 1998 : Prix Nero pour Sacred  (Sacré)
- 1999 : Prix Dilys pour Gone, Baby, Gone[3]
- 1999 : Prix Barry du meilleur roman pour Gone, Baby, Gone[4]
- 2001 : Massachusetts Book Award in Fiction (The Massachusetts Center for the Book) pour Mystic River[réf. nécessaire]
- 2002 : Prix Barry du meilleur roman pour Mystic River[4]
- 2002 : Prix Anthony du meilleur roman pour Mystic River[5]
- 2002 : Trophées 813 du meilleur roman étranger pour Mystic River[6]
- 2002 : Prix Dilys pour Mystic River[3]
- 2002 : Trophées 813 de la meilleure traduction (Isabelle Maillet) pour Mystic River
- 2003 : Prix Mystère de la critique du meilleur roman étranger 2003 pour Mystic River[7]
- 2004 : Trophées 813 du meilleur roman étranger pour Shutter Island[6]
- 2004 : Grand Prix des lectrices de Elle, catégorie Romans policiers, pour Shutter Island
- 2007 : Prix Edgar-Allan-Poe du meilleur scénario de mini-série pour Sur écoute[8]
- 2008 : Writers Guild of America du meilleur scénario pour une série dramatique pour Sur écoute
- 2013 : Prix Edgar-Allan-Poe du meilleur roman pour Live by Night (Ils vivent la nuit)[9]
- 2014 : Prix du meilleur scénario au 62e festival du film de Saint-Sébastien pour Quand vient la nuit[10]
- 2016 : Prix Pepe Carvalho pour l'ensemble de son œuvre[11]
- 2023 : Grand prix de littérature policière (roman étranger) pour Le Silence[12]
- 2024 : Prix Bob Morane (roman étranger) pour Le Silence[13] ;
- 2024 : Trophée Michèle Witta pour Le Silence[14] ;
- 2024 : Prix Barry du meilleur roman pour Small Mercies[4].

### Nominations
- 1995 : Prix Anthony du meilleur premier roman pour A Drink Before the War (Un dernier verre avant la guerre)[5] ;
- 1995 : Prix Dilys pour Darkness, Take My Hand (Ténèbres, prenez-moi la main)[3] ;
- 1998 : Prix Shamus du meilleur roman pour Sacred  (Sacré)[2] ;
- 1998 : Prix Dilys du meilleur roman pour Sacred  (Sacré)[3] ;
- 1999 : Prix Shamus du meilleur roman pour Gone, Baby, Gone[2] ;
- 1999 : Prix Anthony du meilleur roman pour Gone, Baby, Gone[5] ;
- 2000 : Prix Barry du meilleur roman pour Prayers for Rain (Prières pour la pluie)[4] ;
- 2000 : Prix Shamus du meilleur roman pour Prayers for Rain (Prières pour la pluie)[2] ;
- 2002 : Prix Hammett pour Mystic River[15] ;
- 2002 : Prix Macavity du meilleur roman pour Mystic River[16] ;
- 2002 : Prix Barry du meilleur roman de la décennie pour Mystic River[4] ;
- 2011 : Prix Barry du meilleur roman pour Moonlight Mile[4] ;
- 2011 : Prix Dilys pour Moonlight Mile[3] ;
- 2013 : Prix Barry du meilleur roman pour Live by Night (Ils vivent la nuit)[4] ;
- 2013 : Prix Lefty Live by Night (Ils vivent la nuit)[17] ;
- 2014 : Prix Barry du meilleur roman pour Shutter Island[4] ;
- 2014 : Prix Antony du meilleur roman pour Shutter Island[5] ;
- 2014 : Prix Hammett pour Shutter Island[15] ;
- 2018 : Gold Dagger Award pour Since We Fell (Après la chute)[18] ;
- 2024 : Gold Dagger Award pour Small Mercies[19].